# Seafret

Seafret — британський музичний дует, що складається із співака Джека Седмана і гітариста Гаррі Дрейпера, з міста Бридлінгтон, Велика Британія. Їх дебютний альбом Tell Me It's Real досяг 59-го рядка в UK Albums Chart.

## Початок кар'єри
Джек Седман і Гаррі Дрейпер познайомилися в 2011 році в Бридлінгтоні. Гаррі Дрейпер у той момент грав на банджо, а Джек Седман займавя співом. Було прийнято рішення працювати як дует. Бридлінгтон — рідне місто Seafret — розташовується на березі Північного моря, яке і дало назву дуету. Sea — море, fret — хвилювання.
У 2014 році дует переїхав до Лондона Seafret випустили свій дебютний міні-альбом Give Me Something під лейблом Sweet Jane Recordings 21 вересня 2014 року. Give Me Something містить п'ять треків: «Give Me Something», «Explosion», «Play With Guns», «Did We Miss The Morning» і акустичну версію «Give Me Something».
У 2015 Мейсі Вільямс знялася в кліпі на пісню Seafret «Oceans».
9 січня 2016 року дует випустив свій дебютний повноцінний альбом Tell Me It's Real. Альбом досяг 59-го рядка в UK Albums Chart.

## Дискографія
- 2014 — Give Me Something (міні-альбом)
- 2016 — Tell Me It's Real
- 2018 — Monsters (міні-альбом)